# Wervik
Wervik är en kommun i Belgien.   Den ligger i provinsen Västflandern och regionen Flandern, i den västra delen av landet, 90 km väster om huvudstaden Bryssel. Antalet invånare är 18 235.
Runt Wervik är det i huvudsak tätbebyggt. Runt Wervik är det mycket tätbefolkat, med 4 343 invånare per kvadratkilometer.